# Sayaka Satō (Badminton)
Sayaka Satō (jap. 佐藤 冴香, Satō Sayaka; * 29. März 1991 in Sendai, Präfektur Miyagi) ist eine japanische Badmintonspielerin.

## Karriere
Sayaka Satō gewann bei der Badminton-Juniorenweltmeisterschaft 2008 Silber im Dameneinzel. Ein Jahr später war sie bei den New Zealand Open im Dameneinzel erfolgreich. Bei der Welthochschulmeisterschaft 2010 erkämpfte sie sich Platz drei. Mit dem japanischen Frauenteam wurde Sato Dritte bei der Team-WM im Uber Cup 2010.

## Sportliche Erfolge
| Saison | Veranstaltung                  | Disziplin   | Platz | Name        |
| ------ | ------------------------------ | ----------- | ----- | ----------- |
| 2008   | Juniorenweltmeisterschaft      | Dameneinzel | 2     | Sayaka Sato |
| 2008   | North Shore City International | Dameneinzel | 1     | Sayaka Sato |
| 2009   | New Zealand Open               | Dameneinzel | 1     | Sayaka Sato |
| 2010   | Welthochschulmeisterschaft     | Dameneinzel | 3     | Sayaka Sato |
| 2010   | Uber Cup                       | Damenteam   | 3     | Japan       |
| 2014   | Scottish Open                  | Dameneinzel | 1     | Sayaka Sato |
| 2015   | Mexico City Grand Prix         | Dameneinzel | 1     | Sayaka Sato |